# II. Hugó ciprusi király
II. Hugó  (1252 – 1267 december) Ciprus királya és a Jeruzsálemi Királyság régense volt. Fiatalon bekövetkezett halála miatt mindkét országban gyámjai gyakorolták helyette a hatalmat.  

## Élete
Mindössze néhány hónapos volt 1253. január 18-án, amikor apja, I. Henrik ciprusi király halálával Ciprus királya lett. Helyette régensként anyja, Antiókhiai Plaisance lett a Ciprusi Királyság irányítója. Mivel a Jeruzsálemi Királyság trónját a törvényes örökös, III. Konrád jeruzsálemi király (Konradin) sosem foglalta el, helyette a ciprusi király, azaz a gyermek Henrik volt a Jeruzsálemi Királyság régense is. Ott anyja csak öt évvel később, 1258-ban tudta elismertetni magát fia helyett a hatalom letéteményeseként.
Plaisance 1261 szeptemberében halt meg. A nyolcéves király helyett unokatestvére, az antiókhiai Hugó herceg lett Ciprus régense és annak anyja, Izabella Jeruzsálem régense. Izabella azonban a következő évben meghalt, és fia megkapta a Jeruzsálemi régensi pozíciót is. Nem nevezett ki helyetteseket, hanem mindkét országot igyekezett maga irányítani gyermek unokatestvére nevében.
II. Hugó 1267 decemberében meghalt, és Cipruson unokatestvére, a régens léphetett trónra III. Hugó néven. Mivel 1268 októberében Anjou Károly szicíliai király Nápolyban lefejeztette Konradint, Jeruzsálem jog szerinti királyát, Hugót (I. Hugó néven) Jeruzsálem királyának is megválasztották. Ezzel a Ciprusi és a Jeruzsálemi Királyság trónjára – több mint fél évszázad után – ismét ugyanaz a személy került.